# Condado de Lamoille
El condado de Lamoille (en inglés: Lamoille County), fundado en 1835, es uno de los catorce condados del estado estadounidense de Vermont. En el 2010 el condado tenía una población de 24 475 habitantes en una densidad poblacional de 20,5 hab/km². La sede del condado es Hyde Park.

## Geografía
Según la Oficina del Censo, el condado tiene un área total de 1202 km² (464,1 mi²), de la cual 1194 km² (461 mi²) es tierra y 8 km² (3,1 mi²) (0.60%) es agua.

### Condados adyacentes
- Condado de Orleans - noreste
- Condado de Caledonia - este
- Condado de Washington - sur
- Condado de Chittenden - oeste
- Condado de Lamoille - noroeste

## Demografía
En el 2000 la renta per cápita promedia del condado era de $39,356, y el ingreso promedio para una familia era de $44,620. En 2000 los hombres tenían un ingreso per cápita de $30,848 versus $24,444 para las mujeres. El ingreso per cápita para el condado era de $20,972. Alrededor del 9.60% de la población estaba bajo el umbral de pobreza nacional.

## Localidades

### Pueblos
Belvidere |
Cambridge |
Eden |
Elmore |
Hyde Park |
Johnson |
Morristown |
Stowe |
Waterville |
Wolcott 

### Villas
Cambridge |
Hyde Park |
Jeffersonville |
Johnson |
Morrisville 

### Lugares designados por el censo
Stowe

### Área no incorporada
Moscow 